# بخش لونگلی
بخش لونگلی (به انگلیسی: Lunglei district) یک منطقهٔ مسکونی در هند است که در میزورام واقع شده‌است. بخش لونگلی ۴٬۵۳۶ کیلومتر مربع مساحت و ۱۶۱٬۴۲۸ نفر جمعیت دارد.